# Jerzy Szyda
Jerzy Szyda (ur. 23 kwietnia 1956 w Raciborzu) – polski biathlonista, mistrz Polski, reprezentant Polski.

## Życiorys
Jest wychowankiem Jodły Bodzentyn, gdzie jego trenerem był Zygmunt Sitek. W 1978 został mistrzem Polski seniorów w biegu indywidualnym jako pierwszy Polak, który nie był zawodnikiem WKS Legia Zakopane, jego trenerem narciarstwa był już jednak wtedy zakopiańczyk Janusz Kobylański. Następnie został zawodnikiem Górnika Wałbrzych.
Reprezentował Polskę na mistrzostwach świata seniorów w 1978 (53. miejsce w biegu indywidualnym, 35. miejsce w sprincie i 12. miejsce w sztafecie), 1981 (33 m. w biegu indywidualnym, 28 m. w sprincie i 13 m. w sztafecie), 1982 (39 m. w biegu indywidualnym, 51 m. w sprincie i 10 m. w sztafecie), 1983 (42 m. w biegu indywidualnym, 35 m. w sprincie i 14 m. w sztafecie) i 1985 (44 m. w biegu indywidualnym, 31 m. w sprincie i 11 m. w sztafecie).
Na mistrzostwach Polski seniorów wywalczył 16 medali:
- 1978: 1. m. w biegu indywidualnym
- 1979: 2. m. w sprincie
- 1980: 2. m. w sprincie, 2. m. w sztafecie (w barwach Górnika Wałbrzych)
- 1981: 2. m. w sztafecie (w barwach Górnika)
- 1982: 1. m. w biegu indywidualnym, 2 m. w sprincie
- 1983: 2. m. w sprincie, 3 m. w biegu indywidualnym
- 1984: 2. m. w biegu indywidualnym
- 1985: 3. m. w sprincie, 2. m. w sztafecie (z Górnikiem)
- 1986: 1. m. w sztafecie (z Górnikiem), 3. m. w sprincie
- 1987: 1. m. w sztafecie (z Górnikiem), 3. m. w sprincie

Po zakończeniu kariery zawodniczej pracował jako trener, m.in. od października 1991 był trenerem reprezentacji Polski juniorów, od 1999 do 2000 trenerem reprezentacji Polski kobiet. Pracował m.in. w UKN Melafir Czarny Bór i AZS AWF Wrocław. Jego zawodnikami byli m.in. Mateusz Janik i Łukasz Słonina.
Od 2006 do 2018 był członkiem zarządu Polskiego Związku Biathlonu.